# 岩手県道287号口内伊手線
岩手県道287号口内伊手線（いわてけんどう287ごう くちないいでせん）は、岩手県北上市から奥州市江刺に至る一般県道である。

## 概要
起点の北上市口内町から終点の奥州市江刺伊手まで山間部にある集落を結ぶ県道である。

### 路線データ
- 実延長 : 25,015.4 m[1]
- 起点：北上市口内町[1]（国道107号交点）
- 終点：奥州市江刺伊手[1]（国道397号交点）

## 歴史
- 1995年（平成7年）3月17日 - 県道に認定される[2][1]。

## 地理

### 通過する自治体
- 北上市 - 奥州市

### 交差する道路
- 国道107号（北上市口内町、起点）
- 国道456号（奥州市江刺広瀬）北緯39度15分10.7秒 東経141度12分29.8秒
- 岩手県道179号玉里梁川線（奥州市江刺梁川）北緯39度15分19.8秒 東経141度16分2.0秒
- 岩手県道8号水沢米里線（奥州市江刺米里）北緯39度13分58.8秒 東経141度17分57.2秒
- 国道397号（奥州市江刺伊手、終点）